# 反日點

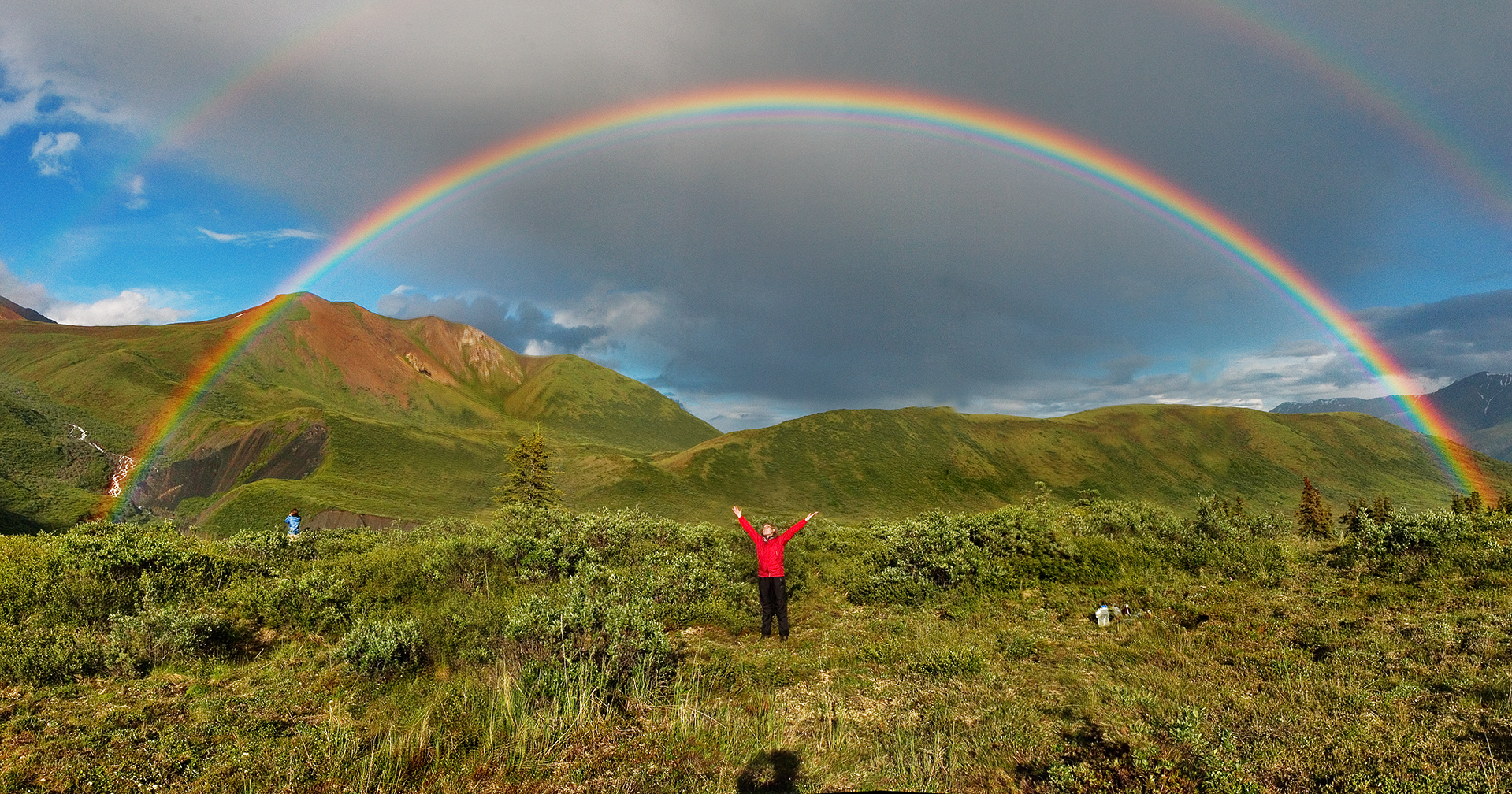
在這張彩虹的影像中，弧的中心點位於影像底端影子的攝影師頭部。

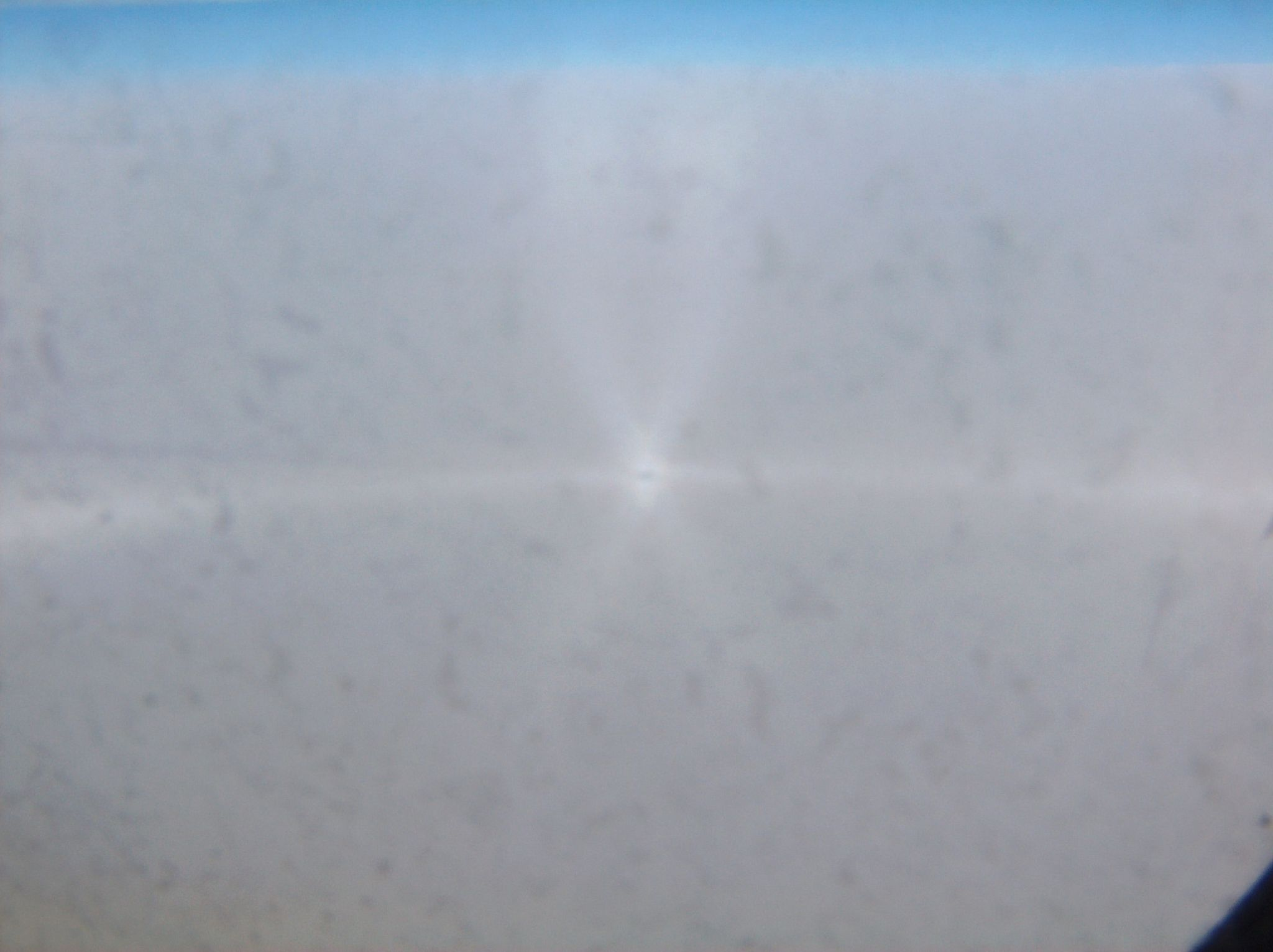
在2006年8月7日從布魯塞爾飛往馬德里的航班中拍攝的一張照片，以反日點為中心呈現出不同形狀的反日/亞化育層暈。
Photo：Francesco De Comité。

反日點是在天球上正好在太陽對面，觀測者想像中的一個點。這意味著當這個點運行到地平線以上時，太陽是在地平線下；反之亦然。在陽光明媚的日子，很容易找到反日點：它就在觀測者的頭部與影子頭部連結的延長線上。就像天頂和天底，在三維的空間中反日點不是個固定的點，但可以相對於觀測者定義：每個觀測者都有他們自己的反日點，並隨著他們位置與時間的移動而不斷改變。
以反日點為幾何中心，可以形成幾種光學現象，包括： 彩虹的、光環、和寶光。 偶爾，在日出或日落，可以看見反曙暮光匯聚在靠近地平線的反日點。然而，這是透視造成的一種光學上的錯覺。在現實上，"光線"（也就是陰影帶）是彼此平行的。同樣的，在遠離城市燈火，且沒有月光的夜晚，也經常可以在這個點上看見對日照：行星際塵埃反向散射產生的光。在天文學，當滿月或行星在衝時，它們都是運行在反日點的附近。

## 反日弧點
反日弧點經常被視為反日點的同義詞，但這兩這是不同的。反日點是直接與太陽相對的點，在有陽光時總是在地平線下。反日弧點雖然也在相對的方向上，但與太陽有相同的高度，因此是位於幻日圈上。有幾種暈象是以反日弧點為中心或匯聚在反日弧點，例如幻日、韋格納弧線、騙子弧和幻日圈本身。